# Manfred Padinger
Manfred Padinger (1961?  – Sankt Pölten, 20 mei 2013) was een Oostenrijks schlagercomponist, producer en manager. Hij was onder meer (co-)auteur van de meezinger Hallo Herr Wurzer uit de jaren 80, een parodie op een populaire radio-uitzending van Herwig Wurzer. De song werd in 2012 opnieuw opgenomen door Bambie und die Madl Wadln. Hij schreef het lied Herzen der Liebe van Julia Crain & Leon Taudien, ten behoeve van een benefietactie  voor de Oostenrijkse kinderkankerhulp. Zijn grootste succes schreef hij samen met Fritz Schicho en Walter Schachner: Anton aus Tirol, waarmee DJ Ötzi in 1999 internationaal doorbrak. Padinger woonde in Sankt Marein bei Knittelfeld. Hij was ook een aantal jaren de kapelmeester geweest van de Stadtkapelle Judenburg.

## Overlijden
Padinger overleed op 52-jarige leeftijd na een bizar ongeval. Na een feestje op zondag 19 mei 2013 bij zangeres Bambie (Nina Bruckner), van wie hij de manager was, liep hij in het station van Sankt Pölten zijn vertrekkende trein achterna, maar kwam daarbij tussen de trein en het perron terecht. Hij liep daarbij zware verwondingen op aan het hoofd en hij overleed daags nadien in het ziekenhuis van St. Pölten.